# Nothofagus flaviramea
Nothofagus flaviramea là một loài thực vật có hoa trong họ Nothofagaceae. Loài này được Steenis mô tả khoa học đầu tiên năm 1955.